# Evangelický kostel (Bystřice)
Evangelický kostel v Bystřici nad Olší je jedním z luterských tolerančních kostelů na Těšínsku.
Evangelická modlitebna v Bystřici byla vystavěna v letech 1811–1817 v empírovém stylu. Základní kámen byl položen dne 6. května 1811. Stavbu řídil Florian Ilg. Modlitebna byla posvěcena 21. září 1817. Interiér modlitebny, který byl dokončen až počátkem 30. let 19. století, je inspirován Ježíšovým kostelem v Těšíně; dominuje mu oltář s obrazem Poslední večeře Páně a sochami čtyř evangelistů, který byl posvěcen 29. června 1831 spolu s nově vybudovanou kazatelnou. V letech 1849–1850 byla k modlitebně přistavěna zděná věž (která nahradila provizorní věž dřevěnou), a tím získal kostel svou dnešní podobu. Původní varhany z roku 1824 byly nahrazeny stávajícími v roce 1923. V roce 1924 byly na věži zavěšeny tři zvony, nazvané Víra, Naděje a Láska, které se zachovaly dodnes. V meziválečném období byly dvě galerie z roku 1832 nahrazeny třemi galeriemi a kostel byl elektrifikován. Na přelomu 60. a 70. let 20. století proběhla generální rekonstrukce kostela. Roku 2011 byly renovovány varhany. Roku 2015 byla u vchodu do kostela instalována pamětní tabule, připomínající katechetu Franciszka Gnidu.

## Galerie

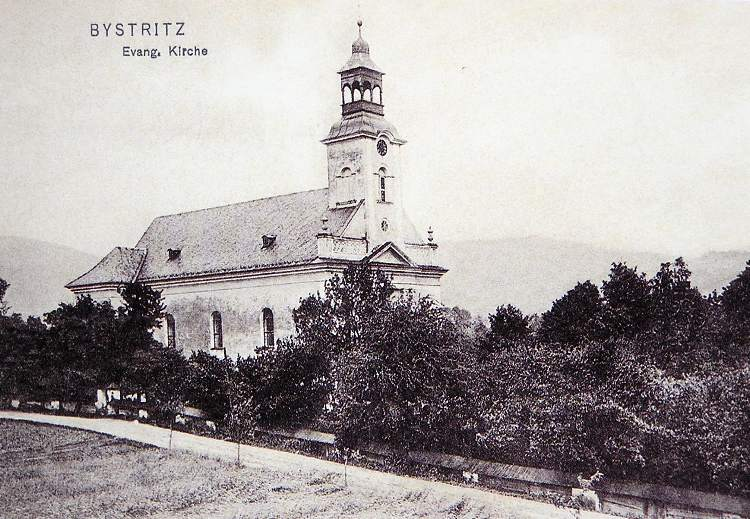
Kostel na historickém snímku
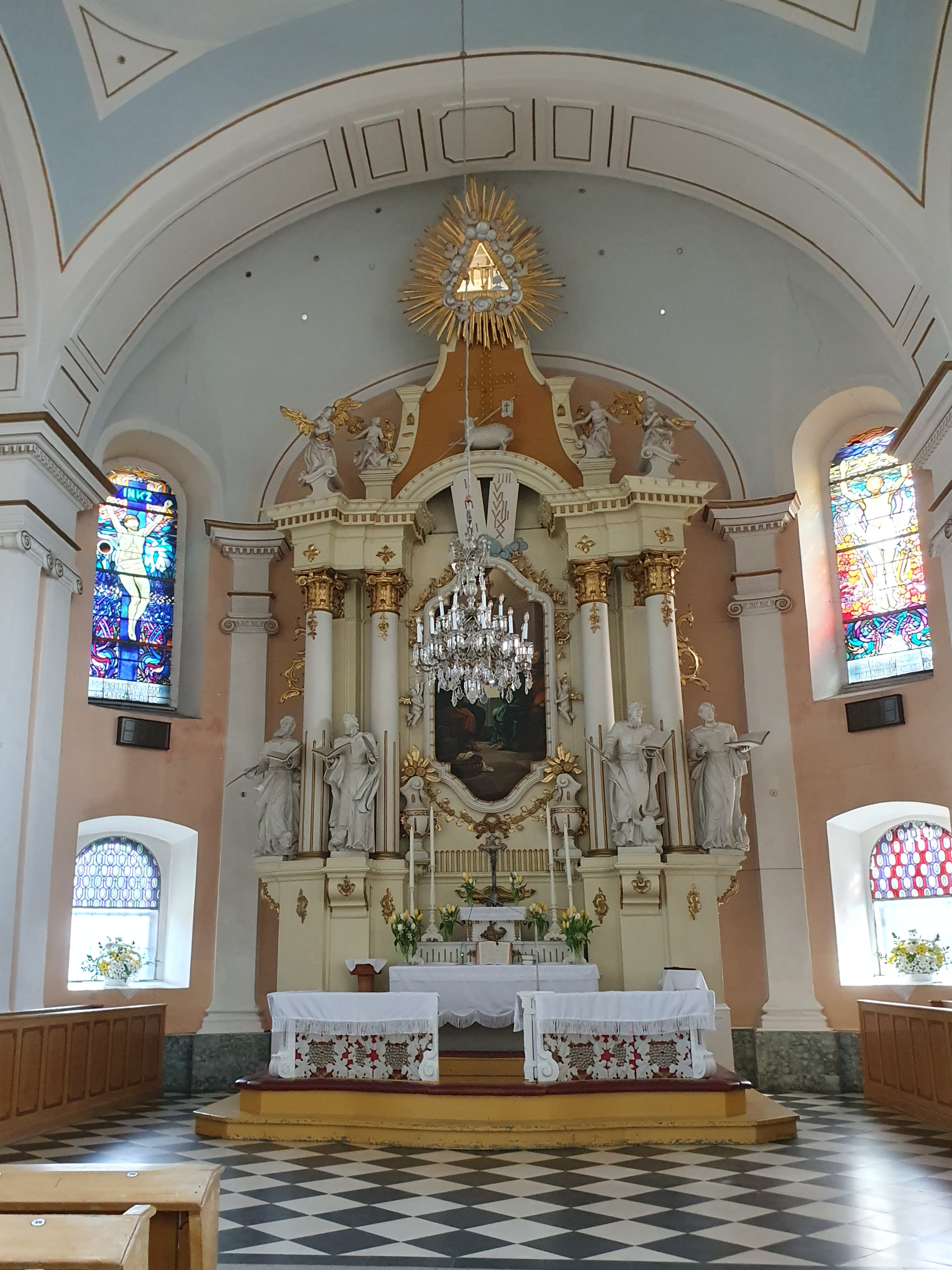
Oltář
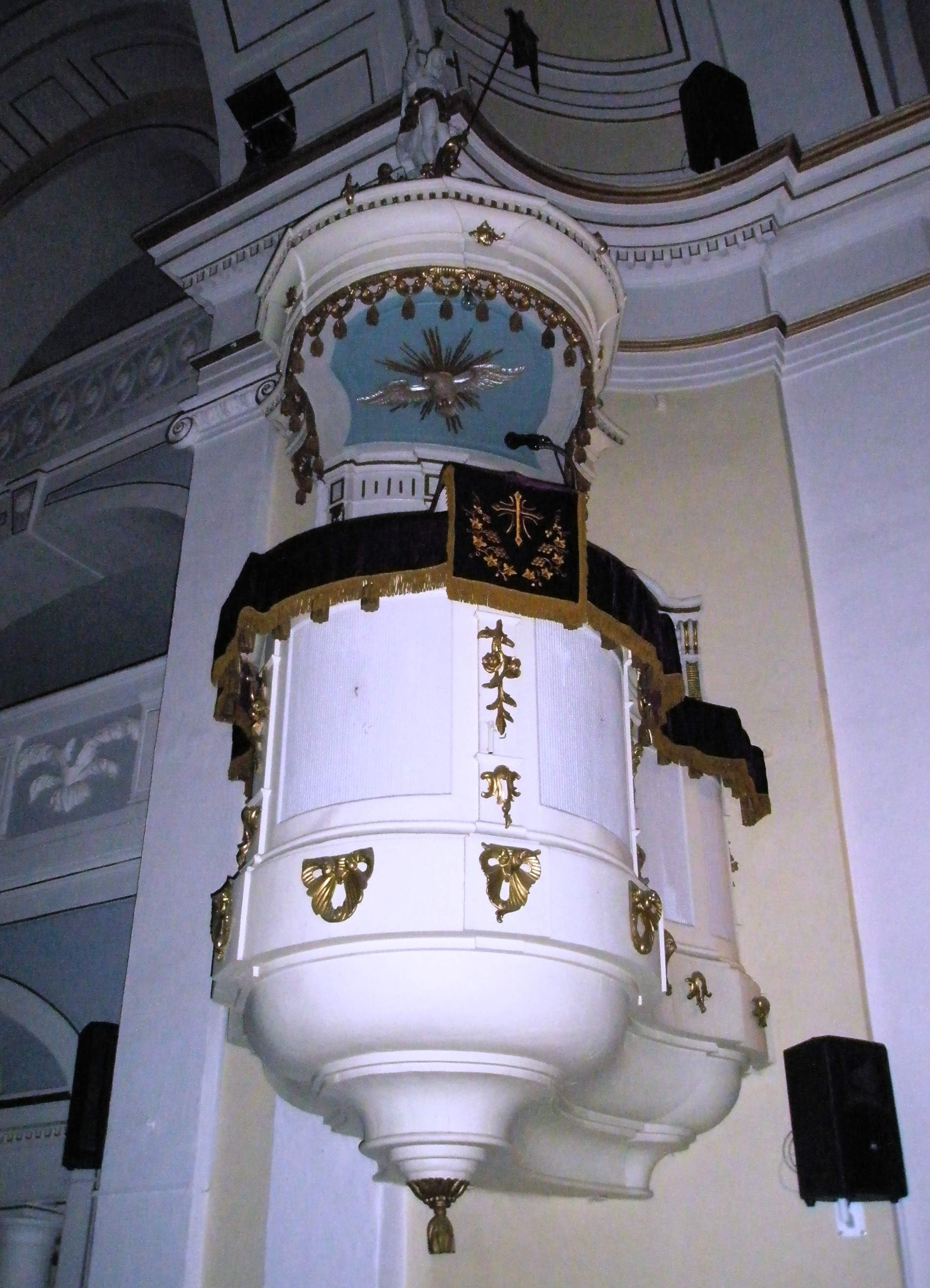
Kazatelna
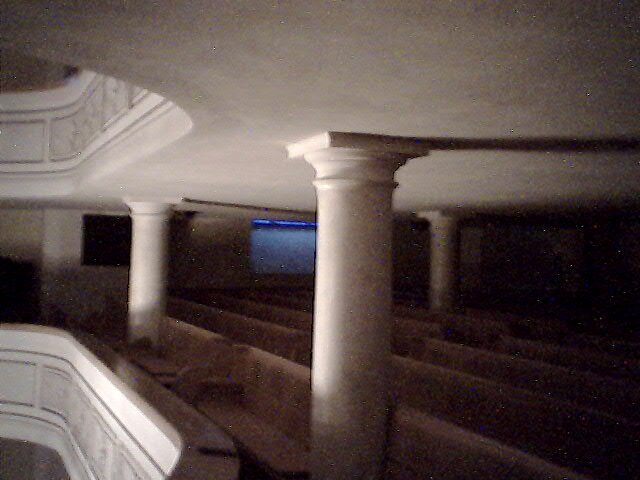
Pohled na první galerii
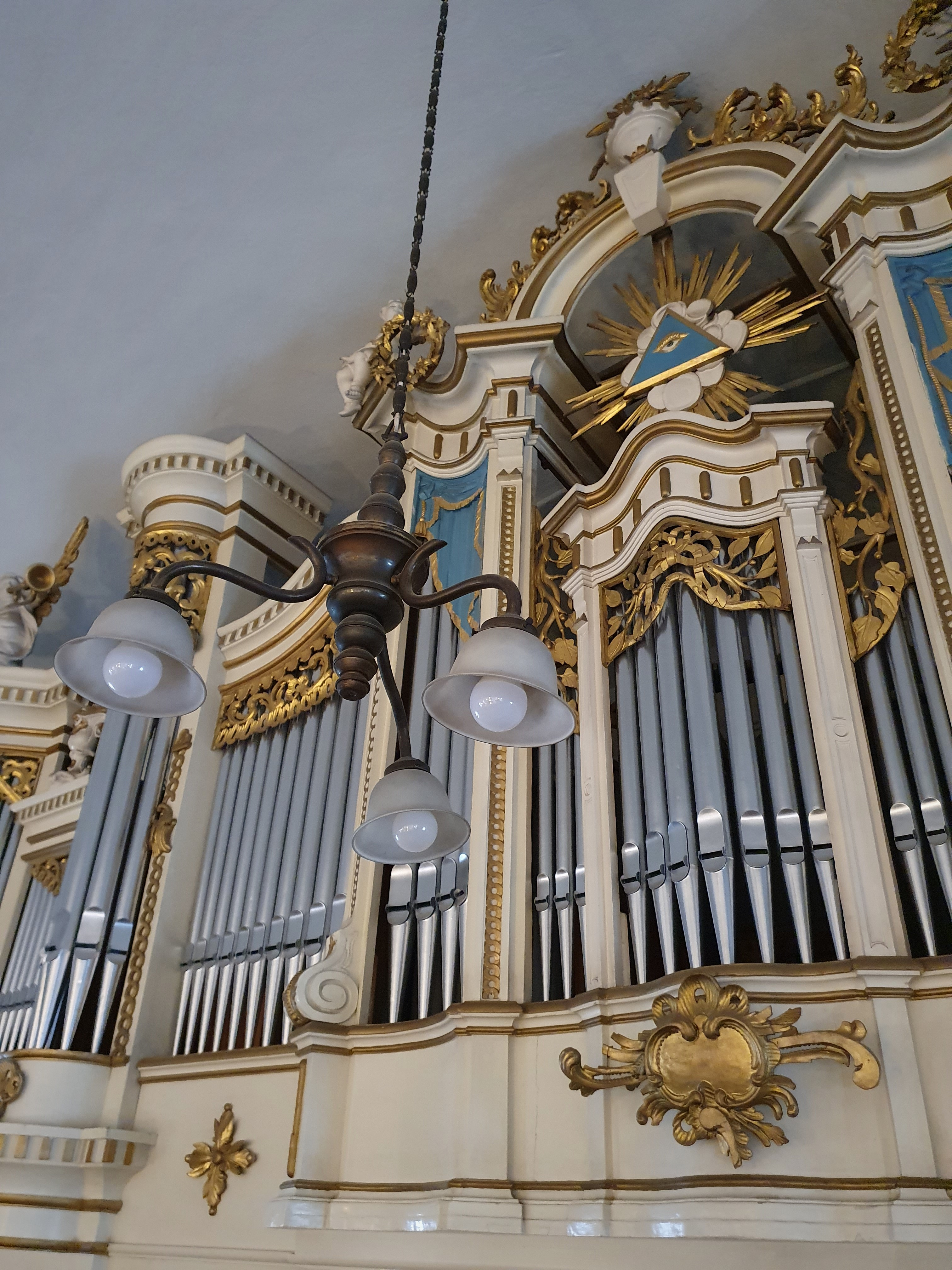
Varhanní prospekt s lampou
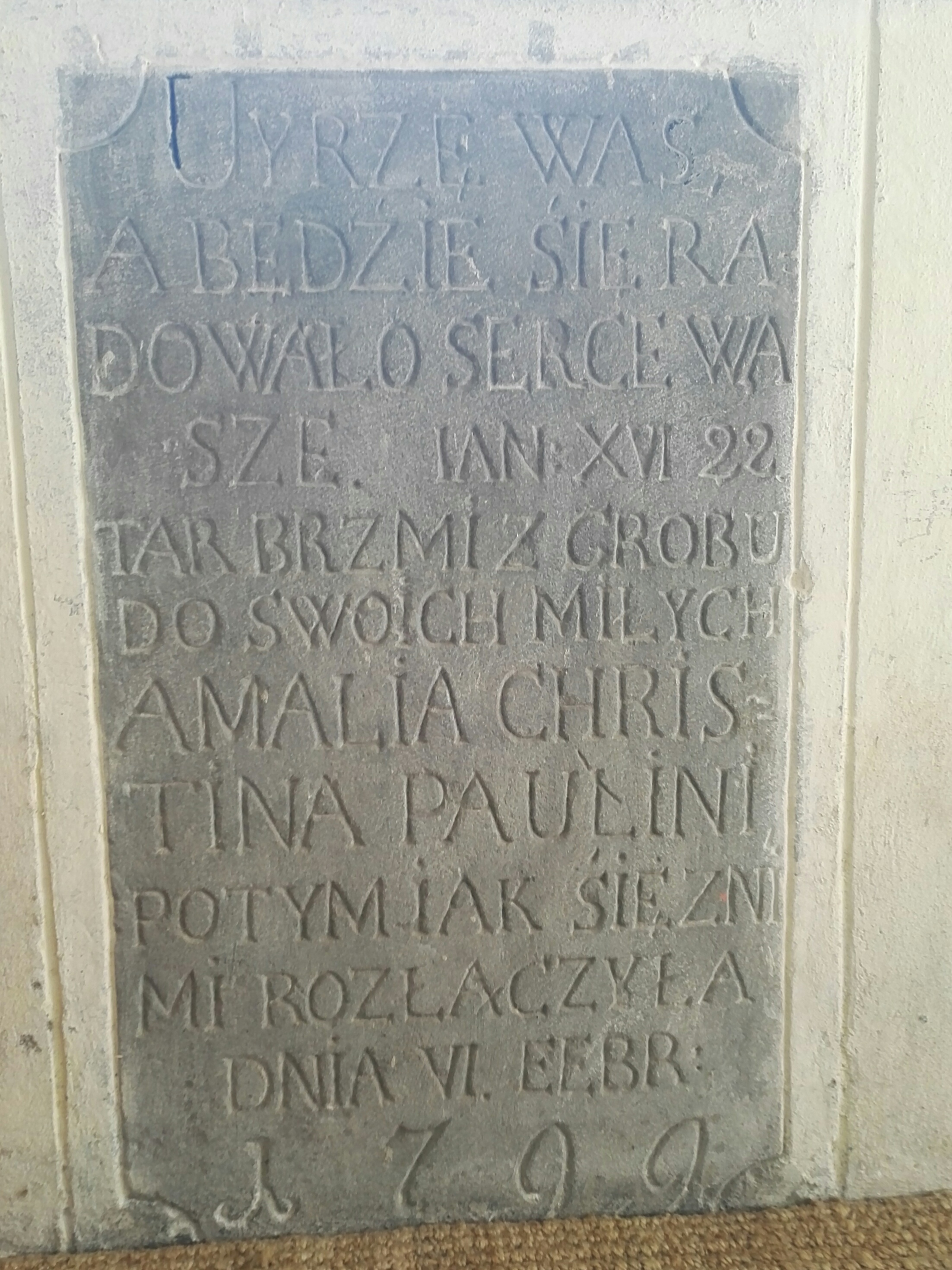
Náhrobek v předsíni sakristie
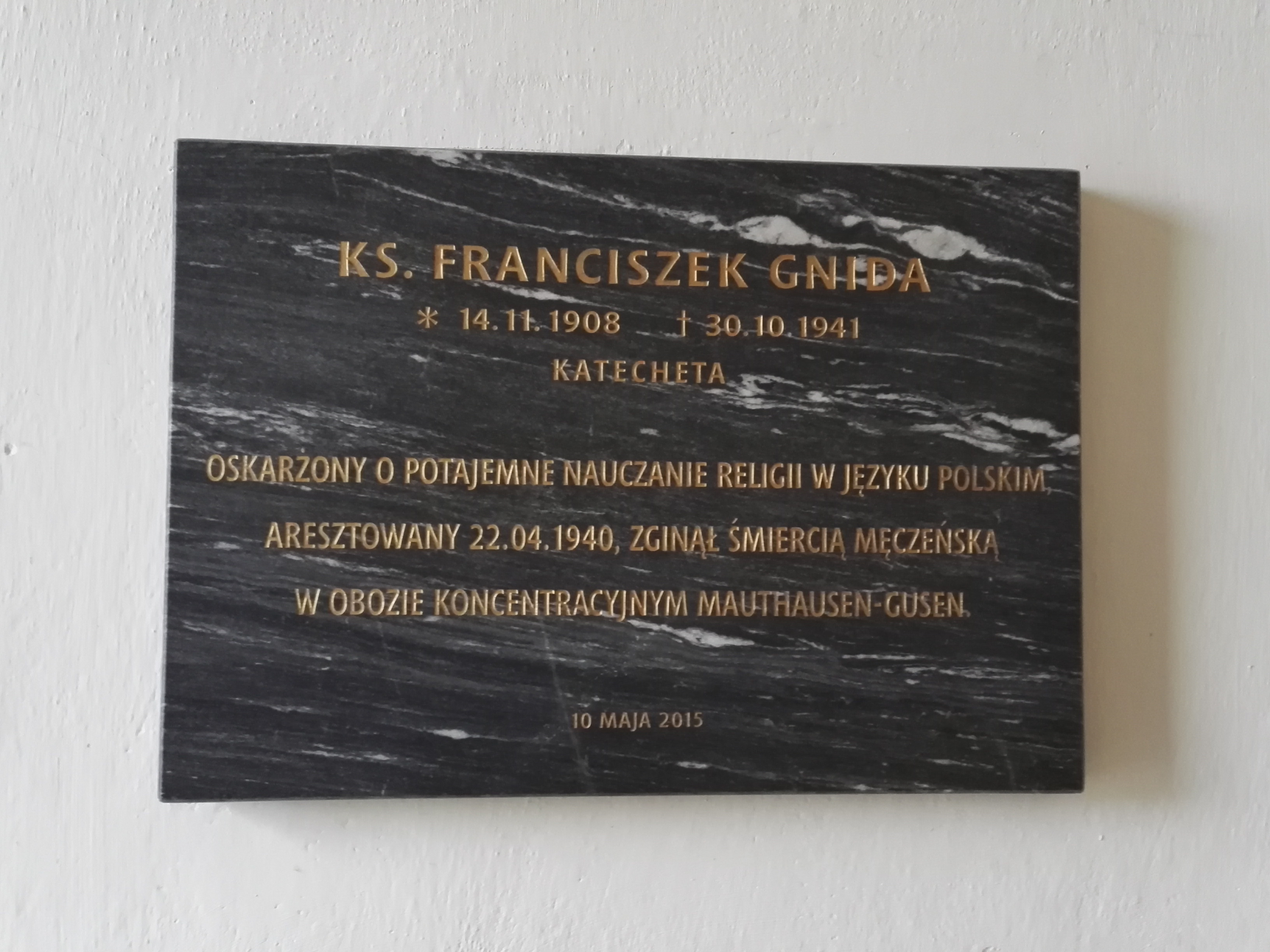
Pamětní deska
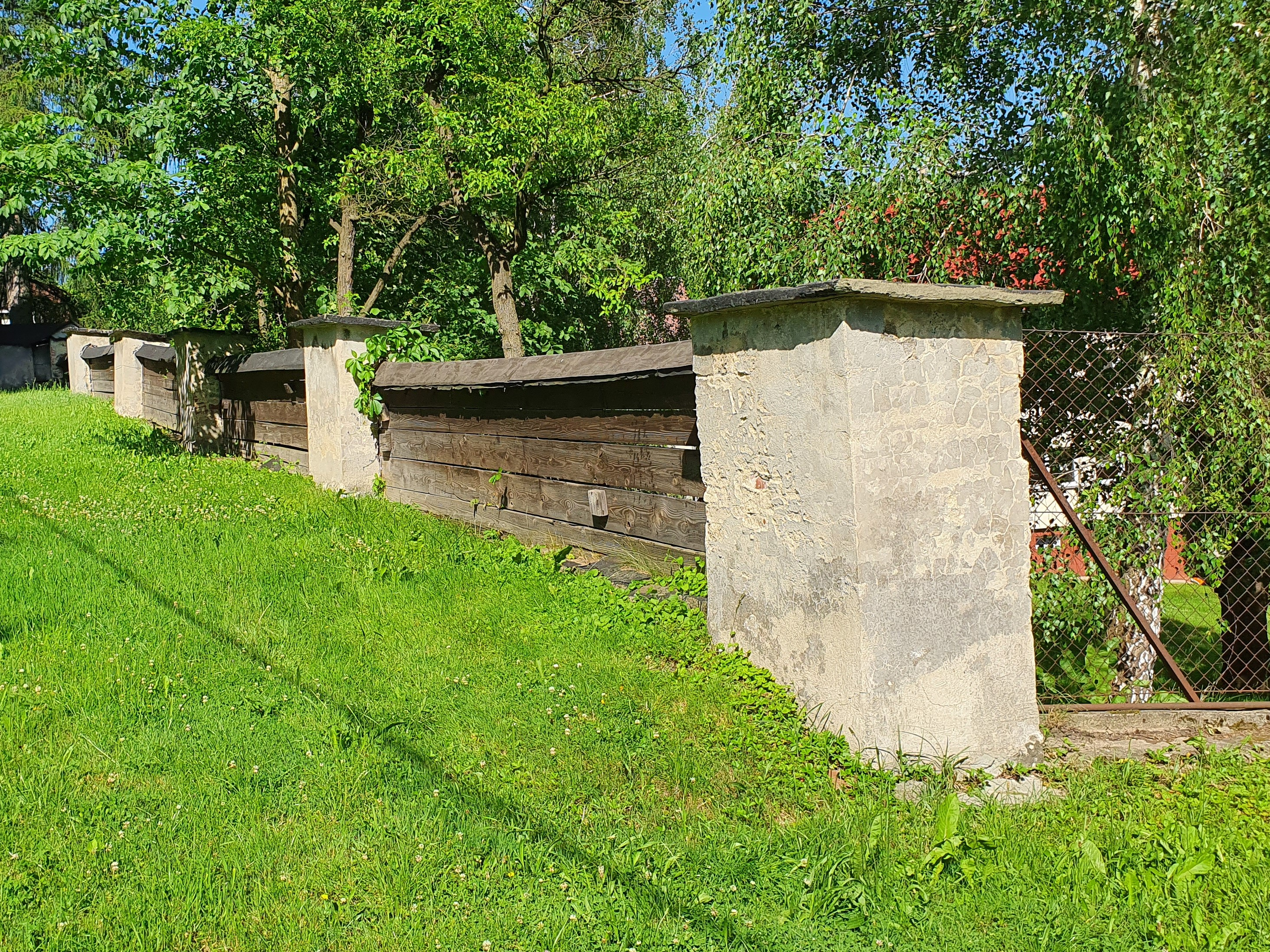
Zídka u kostela